# پالیز خوشدل
پالیز خوشدل (زادهٔ ۱۳۶۴ در رشت)،
فیلم‌ساز مستقل، تدوین گر و تهیه‌کننده ایرانی است. مجموعه آثار او در رابطه با زندگی طبقه متوسط و زیست غیررسمی است.سلاطین خیابان‌ها، دومین ساخته او،  مستندی دربارهٔ زندگی بنیان‌گذاران پارکور (شهرنوردی) در ایران، که سعی در برگزاری فستیوال پارکور در شهرک اکباتان را دارند اما آن‌ها در این راه با مشکلات گوناگونی رو به رو می‌شوند سومین ساخته پالیز خوشدل «شورش رنگ‌ها» در ارتباط با زندگی چند هنرمند گرافیتی کار و استریت آرتیست ایرانی است، این مستند تمرکز خود را بر مصاحبه‌ها و کارهای این هنرمندان در خیابان‌های ایران گذاشته‌است، مستند از زیر زمین چهارمین ساخته پالیز خوشدل روایتگر داستان گروه راک آلترناتیوی به نام ماخولا است که در حال ضبط اولین آلبوم خود هستند و برای برگزاری کنسرت در رشت و تهران تلاش می‌کنند.
در سال ١٤٠١ پاليز خوشدل با فيلم عشق فوتبال در جشنواره بوسان كره جنوبى حضور پيدا كرد و توانست جايزه بهترين مستند بلندجشنواره را از آن خود كند.

### فیلم‌های مستند
فیلم‌های زیر برخی از فعالیت‌های پالیز خوشدل در زمینهٔ ساخت فیلم مستند است.

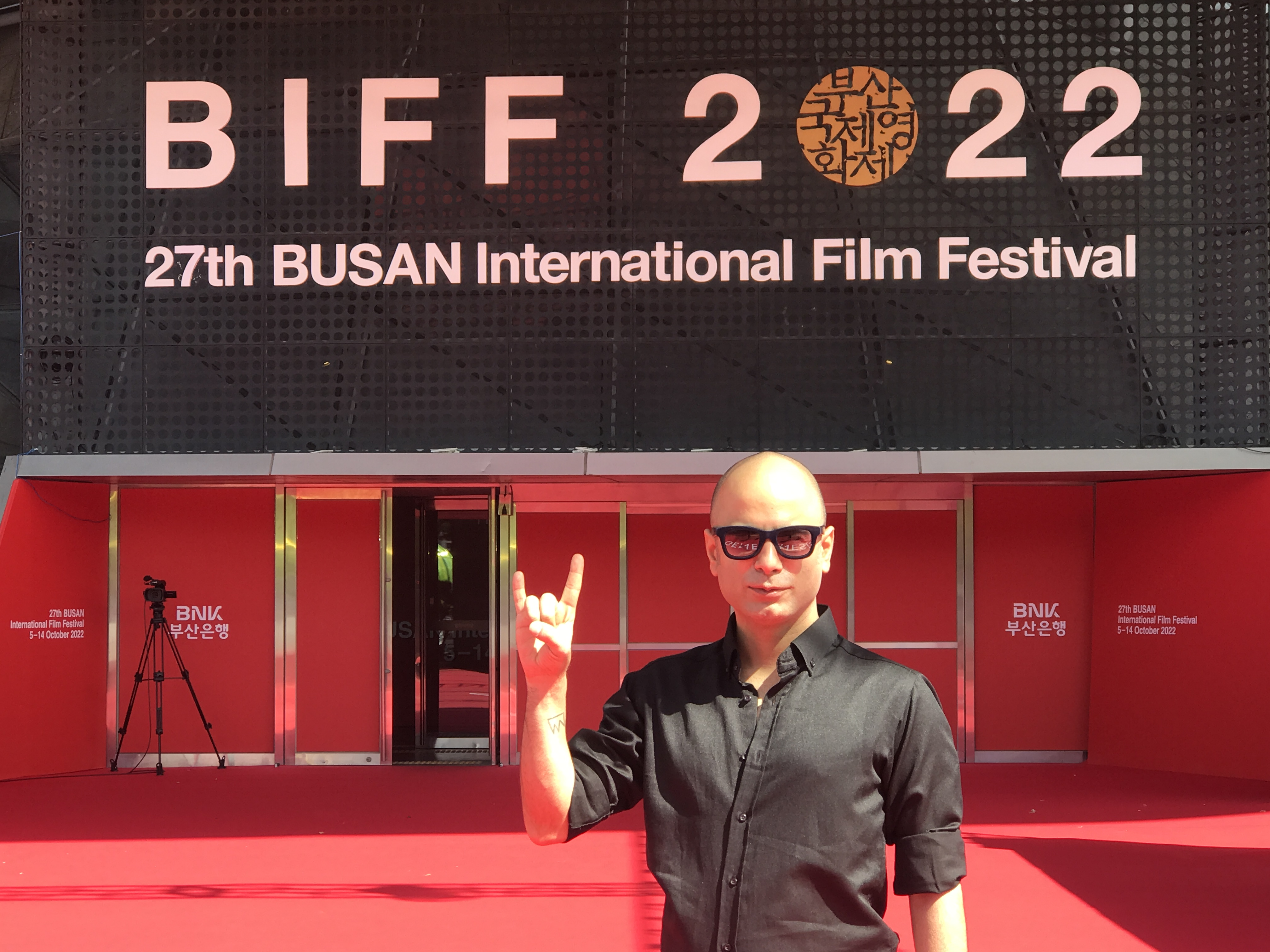
پاليز خوشدل در جشنواره بوسان كره جنوبى

### کارگردان
- میراث کهن (۱۳۸۸)
- سلاطین خیابان‌ها (۱۳۸۹)
- شورش رنگ‌ها (۱۳۹۶)[۷]
- از زیر زمین (۱۳۹۷)[۸]
- آپنه (۱۳۹۹)[۹]
- عشق فوتبال (۱۴۰۱)

## تصویر بردار
1. مستند ابیانه (برای ثبت در یونسکو)
2. مستند میراث کهن
3. مستند سد تاریخی کریت طبس
4. مستند سلاطین خیابان‌ها
5. مستند شورش رنگ‌ها[۴]
6. مستند اسب چوبی[۱۰]
7. مستند والسی برای تهران[۱۱]
8. مستند من یک بازیگر شادم[۱۲]
9. مستند از زیر زمین[۱۳]
10. مستند بلند عشق فوتبال

### تدوین‌گر
1. میراث کهن (۱۳۸۷)
2. سلاطین خیابان‌ها (۱۳۸۹)
3. اسب چوبی[۱۴] (۱۳۹۲)
4. شورش رنگ‌ها (۱۳۹۶)
5. روی زیر زمین
6. بدون بلیت[۱۵] (۱۳۹۴)
7. بهتر از زندگی[۱۶] (۱۳۹۵)
8. شبیه‌سازی آقای زرد[۱۷] (۱۳۹۷)
9. تماشای دیگری[۱۸](۱۳۹۶)
10. ماخولا وارد می‌شود (۱۳۹۷)
11. آپنه(١٣٩٩)
12. عشق فوتبال(١٤٠١)[۱۹]

### تهیه‌کننده
1. شورش رنگ‌ها
2. ماخولا وارد می‌شود
3. روی زیرزمین
4. آپنه
5. عشق فوتبال

## جوایز و کاندیدها
- (عشق فوتبال) جايزه بهترين  مستند بلند جشنواره بوسان كره جنوبى[۶]
- (عشق فوتبال) برنده جایزه بهترین فیلم مستند از جشنواره بین‌المللی سینمای مستقل مادرید (FICIMAD) در سال ۲۰۲۴، اسپانیا [۲۰]
- (عشق فوتبال) برنده جایزه بهترین فیلم مستند در بخش ورزشی جشنواره جهانی سینما (Cinema of The World Film Festival)، هند، ۲۰۲۳.
- (عشق فوتبال)در جشنواره بین‌المللی Northern Character، روسیه، ۲۰۲۴، The Football Aficionado موفق به دریافت دیپلم افتخار برای «شخصیت قوی و عشق به فوتبال» شد.
- (عشق فوتبال)ر سال ۲۰۲۳ به بخش رسمی جشنواره بین‌المللی فیلم مستند Flahertiana در پرم، روسیه راه یافت.[۲۱]
- (عشق فوتبال) نمایش فیلم  در جشنواره بین‌المللی فیلم مستند و کوتاه کرالا، هند، ۲۰۲۳ [۲۲]
- (عشق فوتبال) نمایش فیلم در جشنواره سینمای حقوق بشر ناپل (Festival del Cinema dei Diritti Umani di Napoli)، ایتالیا، ۲۰۲۳ .
- (عشق فوتبال) نمایش فیلم در رویداد سینمایی «سینما(ها)ی ایران» ۲۰۲۳ (Cinéma(s) d’Iran).[۲۳]
- (سلاطین خیابان‌ها) جایزه بهترین فیلم از نگاه منتقدان و نویسندگان از جشنواره بین‌المللی فیلم کوتاه تهران ۱۳۸۹،[۲۴]
- (سلاطین خیابان‌ها) جایزه پخش‌کننده بین‌المللی فیلم از جشنواره بین‌المللی فیلم کوتاه تهران ۱۳۸۹،[۲۴]
- (سلاطین خیابان‌ها) جایزه بهترین فیلم جشنواره تصویر سال ۱۳۸۹[۲۴]
- (سلاطین خیابان‌ها) بهترین فیلم از جشنواره ایرانیان تورنتو کانادا۱۳۹۰[۲۴]
- (سلاطین خیابان‌ها) کاندیدای بهترین کارگردانی و بهترین فیلم از جشنواره فیلم شهر ۱۳۹۰[۲۵]
- (سلاطین خیابان‌ها) جایزه بهترین کارگردانی جشنواره فیلم شهر در سال ۱۳۹۰[۲۵]
- (سلاطین خیابان‌ها) کاندید تدوین در پانزدهمین جشن سینمای ایران ۱۳۹۰[۲۴]
- (سلاطین خیابان‌ها) کاندید موسیقی در پانزدهمین جشن سینمای ایران ۱۳۹۰[۲۴]
- (سلاطین خیابان‌ها) کاندید فیلمبرداری در پانزدهمین جشن سینمای ایران ۱۳۹۰[۲۴]
- (سلاطین خیابان‌ها) کاندید بهترین کارگردانی در پانزدهمین جشن سینمای ایران ۱۳۹۰[۲۴]
- (سلاطین خیابان‌ها) کسب تندیس بهترین فیلم نیمه بلند جشن سینمای ایران۱۳۹۰[۲۴]
- (روی زیرزمین) بهترین مستند از جشنواره مستقل تصویر سال ۱۳۹۲[۲۶]
- (روی زیرزمین) دیپلم افتخار از جشنوار مستقل خورشید ۱۳۹۳[۲۷]
- (روی زیرزمین) کاندید بهترین کارگردانی از جشنواره فیلم کوتاه تهران ۱۳۹۳[۲۸]
- (روی زیرزمین) کاندید بهترین تدوین از جشنواره فیلم کوتاه تهران ۱۳۹۳[۲۸]
- (روی زیرزمین) کاندید بهترین کارگردانی از جشنواره سینما حقیقت ۱۳۹۳[۲۹]

## واکنش‌ها
بیل نیکولز :(منتقد سوئدی) کاراکتر محوری ما در فیلم، فرید، یک پارکورکار و مربی باذوق و اشتیاق است که شوقش همین ورزش نیمه مخفیانه است. بسیاری از شهروندان با این کارها همراهی ندارند؛ شهروندانی که ناگهان متوجه می‌شوند فضاهای عمومیشان کاربردهای غافلگیرکنندهای گرفته. ولی این فیلم روحیه مقاومت و مبتکری را نشان می‌دهد که معمولاً در مقابل هجمه پرپاگاندا گم کیشود؛ جنگی که پرپاگاندا با آن می‌خواهد دیگران را به عروسک و فرمانبردار تقلیل دهد. اما سلاطین زنده اند و مشغول زندگی. زنده باد سلاطین.
روبرت صفاریان: سلاطین خیابان‌ها یکی از وظایف اولیه و مهم هر فیلم مستندی را انجام داده‌است؛ یعنی ما را به محیطی برده‌است که ندیده‌ایم و این کار را به نحو هیجان انگیزی هم انجام داده‌است.
امید بلاغتی: نکته مهم دیگر در فیلم شکل رفتار درست دوربین، دکوپاژ و تدوین در شکل‌گیری ساختار درست فیلم در دنبال کردن سوژه‌ها در زمان پارکور بازی و پریدن آقایان پرنده‌است. تصویری که به پرش آنها، جدا از زیبایی پریدنشان، زیبایی‌شناسی تصویری نیز اضافه می‌کند